# Марьяновка (Звенигородский район)
Марья́новка (укр. Мар'янівка) — село в Звенигородском районе (до 2020 года — в Шполянском районе) Черкасской области Украины.
Географический центр Украины, согласно данным Государственного комитета природных ресурсов, располагается у села Марьяновки по координатам 49°01′39″ с. ш. 31°28′58″ в. д.
Население по переписи 2001 года составляло 1315 человек. Почтовый индекс — 20633. Телефонный код — 4741.

## Местный совет
20633, Черкасская обл., Звенигородский р-н, с. Марьяновка, ул. Кооперативная, 21